# David Cameron
David William Donald Cameron, baron Cameron av Chipping Norton, född 9 oktober 1966 i London, är en brittisk politiker, som var Storbritanniens premiärminister från 2010 till 2016, ledare för det Konservativa partiet från 2005 till 2016 samt Storbritanniens utrikesminister från 2023 till 2024. Han var dessutom ledare för oppositionen från 2005 till 2010 samt ledamot i underhuset för valkretsen Witney från 2001 till 2016. Han har identifierat sig själv som "one-nation konservativ" och har förknippats med både ekonomiskt liberala och socialliberala ställningstaganden.
Cameron föddes i London i en familj av den övre medelklassen och utbildades vid Heatherdown School och Eton College och inledde därefter högre studier vid Brasenose College, Oxford. Från 1988 till 1993 arbetade han på den konservativa forskningsavdelningen och assisterade senare den konservative premiärministern John Major. Han lämnade politiken för att arbeta för Carlton Communications under 1994. Han invaldes som parlamentsledamot 2001 och tjänstgjorde i oppositionens skuggkabinett under den konservative ledaren Michael Howard och efterträdde Howard som ledare för Konservativa partiet 2005. Cameron omformade det Konservativa partiet, intog en alltmer socialliberal hållning och introducerade en så kallad "A-lista" för att öka antalet kvinnliga och konservativa parlamentsledamöter från etniska minoriteter.
Efter parlamentsvalet 2010 ledde intensiva förhandlingar till att Cameron blev premiärminister för en koalitionsregering med Liberaldemokraterna. Hans ämbetsperiod präglades av de pågående effekterna av den globala finanskrisen; dessa innebar ett stort underskott i statsfinanserna som hans regering försökte minska genom åtstramningsåtgärder. Hans regering genomförde storskaliga förändringar inom sjukvård och välfärd, stramade åt invandringspolitiken och reformerade utbildningsväsendet. Regeringen ansvarade för de olympiska spelen i London 2012. Camerons regering privatiserade också Royal Mail samt legaliserade samkönade äktenskap i England och Wales.
Internationellt ingrep Camerons regering militärt i det första libyska inbördeskriget och beordrade bombningar av Islamiska staten. På hemmaplan genomförde hans regering folkomröstningen om röstningsreformen 2011 och folkomröstningen om skotsk självständighet 2014, vilka båda föll i linje med Camerons egna ståndpunkter. När hans parti oväntat säkrade en majoritet i parlamentsvalet 2015 fortsatte han som premiärminister i en enpartiregering. För att uppfylla ett av vallöftena genomförde Cameron en folkomröstning om Storbritanniens fortsatta medlemskap i EU 2016. Han stödde kampanjen Britain Stronger in Europe för att Storbritannien skulle stanna i EU. Cameron avgick som premiärminister efter det att folkomröstningen resulterat i att Storbritannien skulle lämna EU och efterträddes av Theresa May.
Efter sin ämbetsperiod lämnade Cameron sin plats i underhuset i oktober 2016 och var president för Alzheimers Research UK från 2017 till 2023. Under en regeringsombildning i november 2023 utnämndes Cameron till utrikesminister av den konservativa premiärministern Rishi Sunak och tilldelades en pärsvärdighet som "Baron Cameron av Chipping Norton", vilket gör att han nu sitter i överhuset på livstid.
Cameron har fått beröm för att ha hjälpt till att modernisera det Konservativa partiet och för att ha minskat Storbritanniens ärvda nationella underskott som premiärminister. Han har dock fått kraftig kritik för folkomröstningen om medlemskapet i EU, vilket i slutändan ledde till att Storbritannien lämnade EU 2020 och till att han avgick som premiärminister. Dessa händelser ledde till en långvarig period av politisk instabilitet under resten av decenniet.

## Bakgrund
Den, med hans egna ord, ”skamligt privilegierade” David Cameron är uppvuxen i Peasemore nära Newbury i Berkshire och har studerat vid elitskolan Eton College och vid Oxfords universitet, där han tog examen i filosofi, politik och nationalekonomi 1988. Han är därmed den förste brittiske premiärminister som utbildats vid Eton sedan sir Alec Douglas-Home, som var Storbritanniens premiärminister från 1963 till 1964.
Cameron är gift med Samantha Sheffield (född 1971) och har tre barn, födda 2004, 2006 och 2010. Paret Cameron hade även en son född 2002 som avled 2009 till följd av medfödda komplikationer.

## Tidig politisk karriär
Efter examen arbetade Cameron för Tories utredningsavdelning mellan september 1988 och 1993. En artikel om Cameron i The Mail on Sunday den 18 mars 2007 rapporterade att samma dag han skulle gå på anställningsintervju på Conservative Central Office, mottogs där ett telefonsamtal från Buckingham Palace. Mannen i telefonen skall ha sagt: "Jag förstår att du snart ska träffa David Cameron. Jag har försökt allt jag kan för att avråda honom från att slösa sin tid på politik men jag har misslyckats. Jag ringer för att berätta att du är på väg att möta en verkligt anmärkningsvärd ung man."
År 1991 blev Cameron utstationerad till Downing Street för att arbeta med briefing åt John Major. Han fick ansvaret att briefa Major inför dennes presskonferenser under 1992 års parlamentsval. Cameron ansvarade för ekonomisk politik i partiets valkampanj, och det var under det arbetet som Cameron för första gången arbetade i nära samarbete med Steve Hilton, som senare skulle bli chef för strategi under hans partiledarskap. De Konservativa partiets oväntade framgång i valet 1992 fick Cameron att slå tillbaka mot äldre partimedlemmar som hade kritiserat honom och hans kollegor. Cameron menade att "vad än folk säger om oss, så gjorde vi en bra kampanj" och att han och hans kollegor lyssnat på partiets kampanjarbetare på gräsrotsnivå i stället för på tidningarna.
Efter valet 1992 blev Cameron särskild rådgivare till finansminister Norman Lamont och därefter hos inrikesminister Michael Howard, innan han 1994 lämnade regeringskansliet för att arbeta för medieföretaget Carlton Communications.

## Parlamentsledamot och partiledare
Cameron ställde upp i parlamentsvalet 1997 som kandidat i valkretsen Stafford, som dittills representerats av Tories, men förlorade till Labour, vilket var ett resultat som följde de nationella valvindarna. I parlamentsvalet 2001 var han kandidat i Witney, en säker valkrets för de konservativa, och blev invald i underhuset.
Han befordrades 2003 till att ingå i Tories skuggregering och steg snabbt till att bli chef för politisk samordning under parlamentsvalet 2005. Efter valet blev han partiets talesman i utbildningsfrågor. 
Cameron valdes i slutet av 2005 till det konservativa partiets ledare. Partiets parlamentsgrupp röstade fram honom och den äldre och EU-skeptiske David Davis som de två slutkandidaterna, och i den efterföljande medlemsomröstningen fick Cameron 68 procent av rösterna. Camerons tal till partikongressen tidigare under hösten ansågs ha varit en succé och starkt ha bidragit till att han fick medlemmarnas förtroende.
Under sin partiledarperiod styrde han partiet åt mitten, i synnerhet i sociala frågor, vilket ledde till stora framgångar i flera opinionsmätningar. Han ledde senare partiet till valframgång i underhusvalet den 6 maj 2010, då det för första gången sedan 1992 blev Storbritanniens största parti i allmänna val. Dock fick Tories inte egen majoritet i underhuset, varför samtal med Liberaldemokraterna om en möjlig koalitionsregering inleddes dagen efter valet. Den 11 maj 2010 meddelade Cameron att han avsåg att bilda en koalitionsregering med Liberaldemokraterna, vars partiledare Nick Clegg skulle bli vice premiärminister. Vid 43 års ålder blev Cameron Storbritanniens yngste premiärminister sedan Lord Liverpool år 1812 och hans regering med Liberaldemokraterna blev den första koalitionsregeringen i Storbritannien sedan andra världskriget.

## Premiärminister

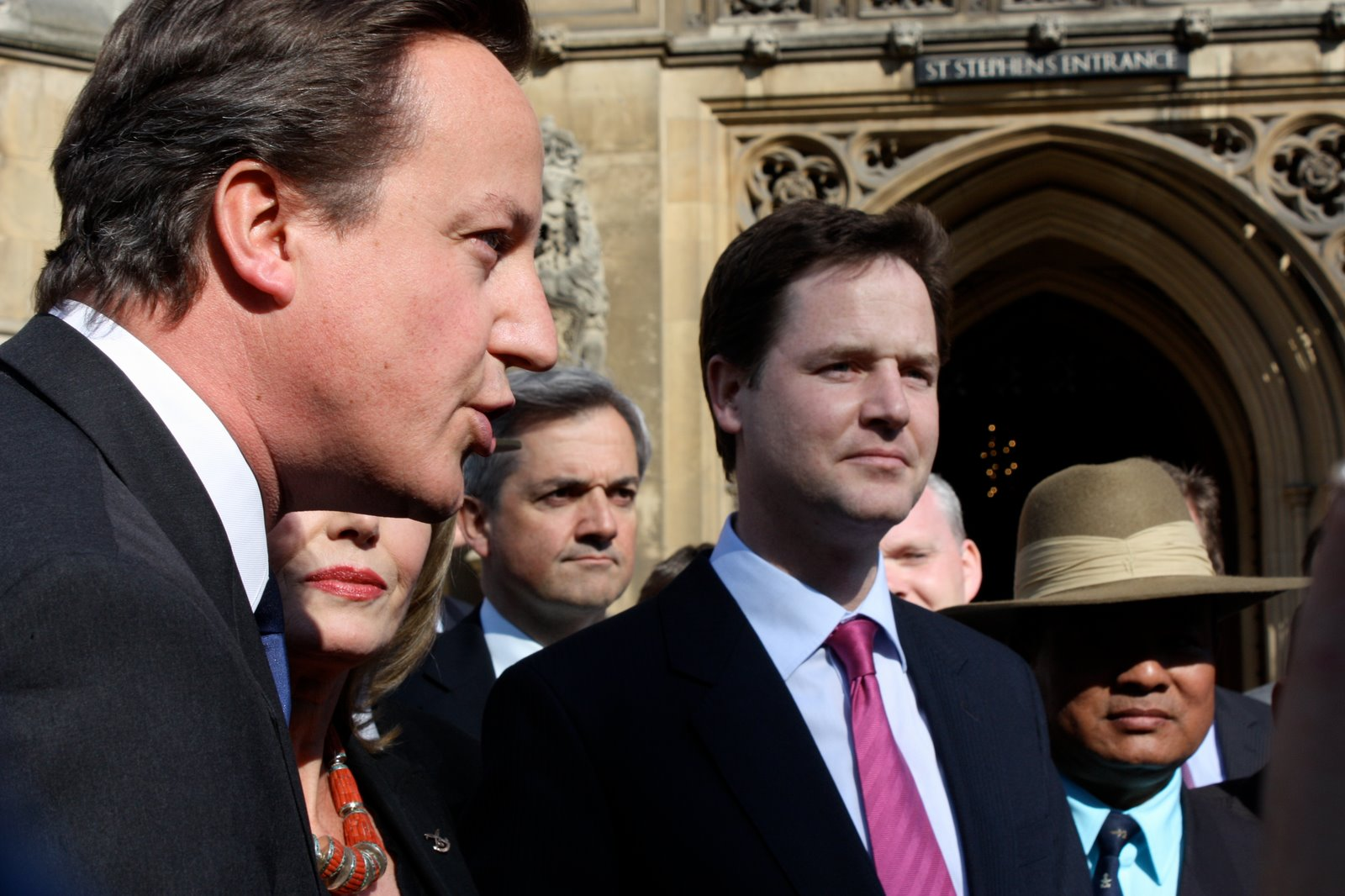
Cameron tillsammans med biträdande premiärministern Nick Clegg och energiministern Chris Huhne.

Den 11 maj 2010 avgick Gordon Brown som Storbritanniens premiärminister och Drottning Elizabeth II bjöd då in Cameron till att bilda regering. Vid en ålder av 43 år blev Cameron den yngsta premiärministern sedan earlen av Liverpool 198 år tidigare. I sitt första tal utanför 10 Downing Street offentliggjorde han sina planer på att bilda en regering tillsammans med Liberaldemokraterna, den första koalitionsregeringen sedan andra världskriget.
Cameron betonade vikten av att "skjuta partiernas skillnader åt sidan och arbeta hårt för nationens bästa." Strax därpå utnämndes Nick Clegg, ledaren för Liberaldemokraterna, till landets biträdande premiärminister. Tillsammans kontrollerade partierna 363 av 650 mandat i underhuset.
Den 5 februari 2011 kritiserade Cameron misslyckandet med "multikulturalism" i ett tal som handlade om radikalisering och orsakerna till terrorism.
2013 var Cameron med om att driva igenom en lag som tillät samkönade äktenskap.
Inför valet 2015 förklarade Cameron att han var villig att sitta som premiärminister hela mandatperioden 2015–2020 men inte längre än så. Valet den 7 maj 2015 blev en stor framgång för Cameron som omvaldes. Torypartiet fick egen majoritet med 330 av 650 mandat och Cameron bildade en enpartiregering.

### Brexit och Camerons avgång
Ett av Torypartiets löften i valkampanjen 2015 var att det skulle hållas en folkomröstning om Storbritanniens medlemskap i EU. Inför den förhandlade Cameron och hans regering fram nya och enligt hans uppfattning mer förmånliga villkor för Storbritanniens EU-medlemskap. Avtalet, som tecknades i februari 2016, blev utgångspunkt för folkomröstningen som hölls den 23 juni 2016. Alternativen i folkomröstningen blev kända som Brexit, för att lämna EU, och Remain, för att vara kvar i unionen med de omförhandlade villkoren. Cameron kampanjade för Remain-alternativet. Resultatet blev omkring 52 % för Brexit och omkring 48 % för Remain.
Dagen efter folkomröstningen meddelade Cameron att han skulle avgå som premiärminister vid partikongressen i oktober samma år. Ett partiledarval utlystes till den 9 september, men redan den 11 juli när det stod klart att enbart Theresa May återstod som kandidat till posten utropades hon som ny partiledare. Den 13 juli lämnade David Cameron in sin avskedsansökan till drottningen för att bana väg för May, som tillträdde som ny premiärminister samma dag. Cameron satt kvar i underhuset till 12 september när han lämnade sin plats i parlamentet med omedelbar verkan.

## Senare karriär
År 2023 återkom Cameron till politiken när premiärminister Rishi Sunak utsåg honom till Storbritanniens utrikesminister. Kort därefter adlades han även till livstidspär som baron Cameron av Chipping Norton och tog plats i överhuset.

## Politik och åsikter
Cameron har beskrivit sig själv som "modern medkännande konservativ" och har talat om ett behov av en ny typ av politik samt att han var trött på "Punch and Judy-politiken" i Westminster. Han har förklarat att han verkligen är ett stort fan av Margaret Thatcher men att han är osäker på om det gör honom till en thatcherit. Han säger sig också vara "liberalkonservativ" och "inte en djupt ideologisk person." Som ledare för oppositionen uppgav Cameron att han inte hade för avsikt att motsätta sig regeringen som en självklarhet och att de konservativa skulle ge sitt stöd på områden där man gjort upp avtal. Han har uppmanat politiker att koncentrera sig mer på att förbättra människors lycka och allmänna välbefinnande, istället för att enbart fokusera på ekonomins storlek. Det har förekommit uppgifter om att han under en middag med journalister beskrivit sig själv som "arvtagare till Blair". Han anser att integration är en av de viktigaste politiska frågorna, och att människor inte kan tvingas till att känna sig brittiska, utan att det brittiska samhället behöver ge inspiration till det.
Daniel Finkelstein har sagt att tiden fram tills att Cameron valdes till ledare för det Konservativa partiet gick åt till "en liten grupp av oss (mig själv, David Cameron, George Osborne, Michael Gove, Nick Boles och Nick Herbert tror jag, en gång eller två gånger) brukade mötas för att byta politiska åsikter, äta pizza, och diskutera framtiden för det Konservativa partiet".
Cameron medverkade till en bok om honom av journalisten Dylan Jones, genom att ge honom intervjuer och låta honom vara med på interna möten. Boken, Cameron on Cameron, utkom 2008.

### Parlamentarisk röstning
Under november 2001 röstade Cameron för att ändra lagstiftningen för att kunna tillåta att människor som är fängslade på en polisstation att ge fingeravtryck för att vid utredning om terrorism kunna finnas till hand som identifikation. I mars 2002 röstade han mot förbudet om jakt på vilda däggdjur med hundar. I april 2003 röstade han mot införandet av förbud mot rökning på restauranger. I juni 2003 röstade han mot NHS Foundation Trusts.
I mars 2003 stödde han regeringens förslag om att använda "alla nödvändiga medel för att säkerställa nedrustning av Iraks massförstörelsevapen". I oktober 2003 röstade han dock för att inrätta en rättslig utredning av Irakkriget. I oktober 2004 röstade han ja till en lag om registrerat partnerskap för homosexuella. I februari 2005 röstade han för att ändra texten i förebyggande av terrorism från "Utrikesdepartementet kan genomföra en kontroll av en individ" till "Ministern kan vända sig till domstol för en kontroll för..." I oktober 2005 röstade han mot identitetskortsförslaget.